# Monteodorisio
Monteodorisio är en ort och kommun i provinsen Chieti i regionen Abruzzo i Italien. Kommunen hade 2 450 invånare (2018).